# Laguna Grande, Chamula
Laguna Grande är en ort i Mexiko.   Den ligger i kommunen Chamula och delstaten Chiapas, i den sydöstra delen av landet, 700 km öster om huvudstaden Mexico City. Laguna Grande ligger 2 303 meter över havet och antalet invånare är 266.
Terrängen runt Laguna Grande är huvudsakligen kuperad, men västerut är den bergig. Runt Laguna Grande är det tätbefolkat, med 550 invånare per kvadratkilometer. Närmaste större samhälle är San Cristóbal de las Casas, 10,1 km sydost om Laguna Grande. I omgivningarna runt Laguna Grande växer huvudsakligen savannskog.